# Arthur Harris
Arthur Travers Harris, soprannominato Bomber Harris (Harris il Bombardiere) o Butcher Harris (Harris il Macellaio) (Cheltenham, 13 aprile 1892 – Henley-on-Thames, 5 aprile 1984), è stato un generale britannico del Bomber Command della Royal Air Force tra il febbraio 1942 e il settembre 1956.
Ufficiale preparato e aggressivo, durante la seconda guerra mondiale, perseguì con inesorabile fermezza la strategia, di cui egli era intransigente assertore, dei bombardamenti notturni sulle città della Germania nazista, nonostante le gravi perdite civili tra la popolazione tedesca e le enormi distruzioni materiali inflitte, senza contare le enormi perdite tra gli stessi equipaggi britannici.
Ostile ad interferenze esterne, Harris respinse costantemente le idee strategiche degli alti ufficiali della United States Army Air Force e continuò fino alla fine della guerra ad inviare migliaia di bombardieri pesanti quadrimotori contro le città tedesche convinto di contribuire in modo decisivo al crollo della Germania nazista. La sua strategia ha sollevato all'epoca e anche nel dopoguerra forti polemiche. Finita la guerra solo con l'invasione della Germania, gli storici hanno messo in dubbio l'efficacia della strategia. Churchill stesso se n'è distanziato.

## Biografia

### Gli inizi e la prima guerra mondiale
Arruolatosi nell'esercito coloniale britannico all'età di 16 anni, prestò servizio in Rhodesia (oggi Zimbabwe e Zambia) come trombettiere fino allo scoppio della prima guerra mondiale, quindi in Sudafrica e nelle colonie tedesche dell'Africa sud-occidentale (oggi Namibia).
Rientrato in Inghilterra nel 1915, entrò nel Royal Flying Corps e combatté in Francia dal 1917, divenendo prima comandante di una squadriglia e quindi del No. 45 Squadron RAF, volando sui Sopwith 1½ Strutter e sui Sopwith Camel. Arthur Harris rivendicò cinque vittorie aeree nel 1917-1918 e venne promosso maggiore, ricevendo, per il suo comportamento in guerra, la Air Force Cross (Croce delle Forze Aeree).

### Il periodo fra le due guerre mondiali
Passato alla neocostituita Royal Air Force nel 1918, diresse uno squadrone di addestratori per poi ricoprire diverse funzioni come ufficiale superiore della RAF in India, in Mesopotamia (oggi Iraq e Siria), e in Persia (oggi Iran). Durante il servizio in India, sul fronte dell'allora Provincia della Frontiera del Nord Ovest (oggi una parte del Pakistan), comandò uno squadrone di velivoli per bombardamento e fu uno dei primi a sperimentare le "bombe a scoppio ritardato".
Dal 1927 al 1929 lavorò presso lo Staff Army College, un centro di addestramento per ufficiali superiori, per poi tornare al comando di uno squadrone. Dal 1934 al 1937 fu vice-direttore della Pianificazione presso il Ministero dell'Aeronautica. Nel 1937 fu promosso Air Commodore (grado analogo a quello di generale di brigata) e nel 1938 fu nominato comandante del 4º Gruppo da Bombardamento. Dopo una missione negli Stati Uniti per acquisti, fu trasferito nel Medio Oriente e quindi, rientrato in patria nel 1939 fu promosso il 1 luglio 1939 al grado di Air Chief Marshal, equivalente a quello di maggior generale nell'esercito.

### La seconda guerra mondiale
All'inizio della seconda guerra mondiale Arthur Harris comandava il 5º Gruppo da Bombardamento, equipaggiato con bombardieri Handley Page HP.52 Hampden, del Bomber Command che in teoria avrebbe dovuto costituire la principale arma offensiva della Gran Bretagna; in realtà i bombardieri britannici erano ancora deboli tecnicamente e numericamente e dovettero limitarsi nei primi tempi a inutili incursioni propagandistiche sul territorio tedesco per lanciare manifestini di propaganda. Harris ridicolizzava queste sterili incursioni ed egli era anche fortemente critico verso i tentativi, ordinati dall'alto comando, di attaccare obiettivi accuratamente selezionati che a suo parere sarebbe stato impossibile colpire con precisione. Harris invece richiedeva fin da questi prime fasi della guerra l'adozione di una strategia radicale che seguisse le teorie di Hugh Trenchard; i bombardieri avrebbero dovuto passare agli attacchi totali al territorio nemico senza alcuna limitazione con l'obiettivo di far crollare il morale e la coesione del popolo tedesco, ritenuto "molto più sensibile del popolo inglese agli attacchi aerei".

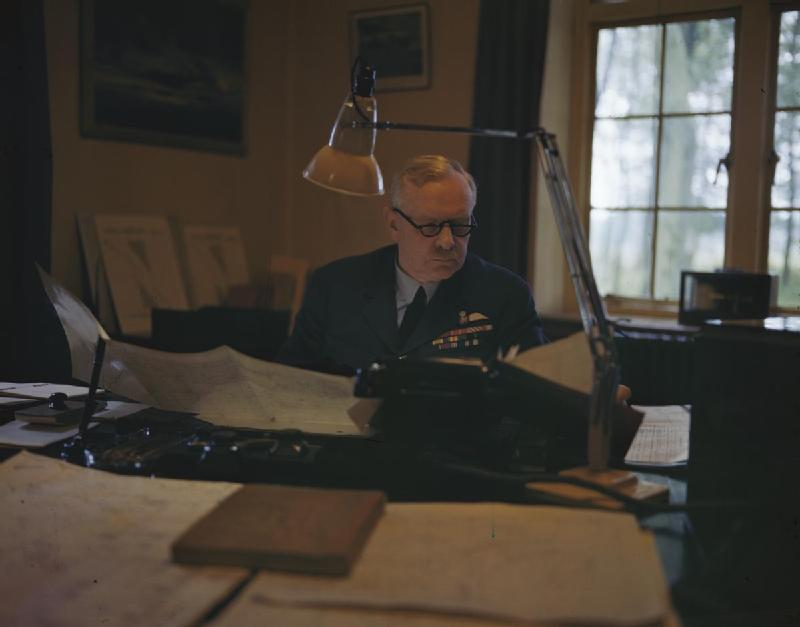
Arthur Harris impegnato nella consultazione di carte militari nel quartier generale del Bomber Command.

I primi mesi della guerra furono deludenti per il Bomber Command a dispetto degli strenui sforzi degli equipaggi e degli sbandierati ma inesistenti successi delle missioni di bombardamento notturno "di precisione" su Berlino e le maggiori città tedesche. Harris comprese pienamente l'inutilità e l'inefficacia di questi attacchi e l'11 ottobre 1940 in una lettera al maresciallo dell'aria Richard Peirse, nuovo comandante in capo del Bomber Command, ironizzò pesantemente sulle supposte vittorie e sugli iperbolici rapporti degli equipaggi. Egli riteneva già in questo periodo di essere in grado di guidare il Bomber Command e imporre la strategia dei bombardamenti terroristici (area bombing) che, a sua parere, era la sola che avrebbe potuto garantire la vittoria.
Nel quadro della rivoluzione degli alti comandi della RAF dell'ottobre 1940, Harris tuttavia ricevette l'ordine di cedere il comando del 5º Gruppo da bombardamento al vice-maresciallo dell'aria Norman Bottomley e di assumere l'incarico di vice capo di stato maggiore generale al posto del maresciallo dell'aria Sholto Douglas, a sua volta promosso al comando del Fighter Command. Harris mantenne questo posizione all'interno dello stato maggiore solo per breve tempo; dopo pochi mesi partì per gli Stati Uniti come responsabile di una missione britannica incaricata di contrattare le forniture americane di materiali aeronautici e materie prime strategiche per le forze armate.
Harris è ricordato soprattutto per essere stato uno strenuo sostenitore delle strategie di bombardamento strategico e per averle messe efficacemente in pratica col consenso di Winston Churchill in seno al Bomber Command, durante la seconda metà della seconda guerra mondiale. Il risultato fu la distruzione quasi totale di gran parte delle città tedesche (compresi i centri storici) e la morte di circa 500.000 civili.
Poiché la tecnologia di bombardamento in quel periodo non era sufficientemente evoluta da garantire un'accettabile precisione dei bombardamenti notturni (che erano gli unici di cui si occupava la RAF) Harris e il suo stato maggiore furono responsabili della realizzazione del progetto di bombardare a tappeto con migliaia di bombardieri pesanti secondo la tattica del Bomber stream le città tedesche, progetto che era stato studiato da Frederick Lindemann e approvato da Winston Churchill; in tal modo, ai piccoli obiettivi militari o industriali difficili da colpire, si sostituirono le popolazioni civili nella loro interezza e il loro morale che doveva essere fiaccato.
Harris aveva la reputazione di essere rude e aggressivo, il che - unito al suo ruolo di comandante delle forze da bombardamento - giustifica i soprannomi attribuitigli dalla stampa e dai colleghi della RAF. Sembra che durante la guerra, fermato da un poliziotto per eccesso di velocità, all'osservazione «Guidando così, finirà per uccidere qualcuno» abbia risposto: «Giovanotto, io uccido centinaia di persone ogni notte».

### Il dopoguerra

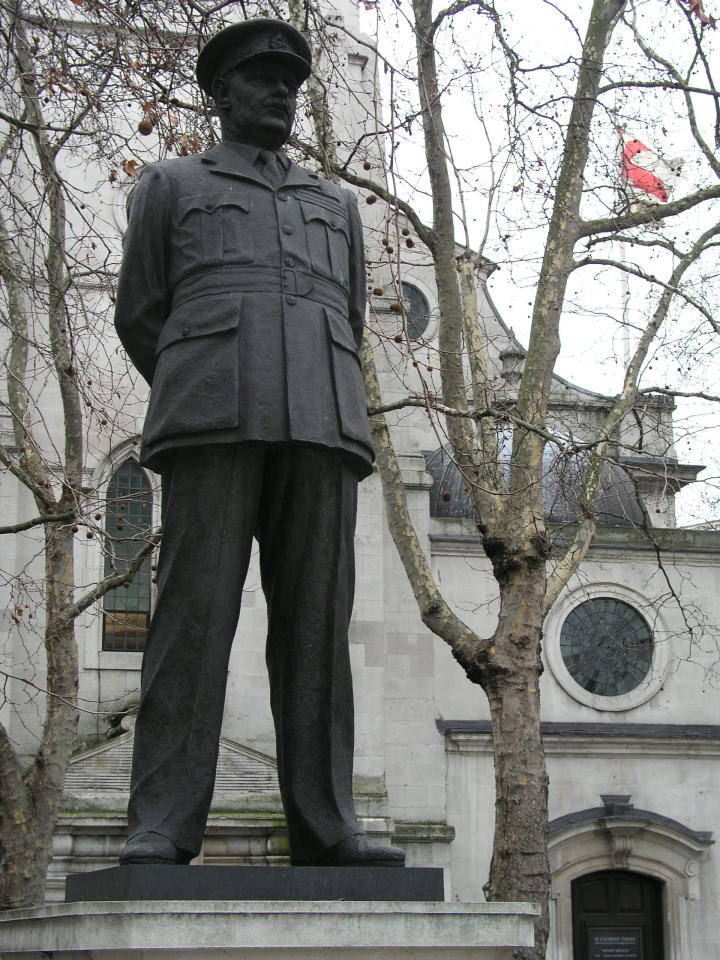
La statua di Harris davanti alla cappella della RAF a St. Clement Danes, Londra.

Nell'immediato dopoguerra sorsero numerose voci di critica, anche all'interno del Governo britannico di allora, sul suo operato relativo ai massicci bombardamenti condotti sulle città tedesche ed all'enorme numero di civili uccisi da tali incursioni aeree. Nel 1946 tuttavia fu promosso "Maresciallo dell'Aria", ed il 15 settembre di quell'anno egli andò in quiescenza. Scrisse quindi le sue memorie, cercando anche di spiegare i motivi del suo criticatissimo operato.
Rifiutate ulteriori onorificenze a causa delle polemiche sul suo comportamento, si trasferì in Sudafrica nel 1948 e fu direttore della South African Marine Corporation fino al 1953. In quell'anno Churchill, nuovamente Primo Ministro, insistette affinché Harris accettasse il titolo di baronetto. Nello stesso anno egli rientrò in patria e si ritirò a Goring-on-Thames.
Nel 1974 Harris comparve in un documentario televisivo dal titolo The World At War sulla rete televisiva ITV. Nel suo dodicesimo episodio dal titolo Whirlwind: Bombing Germany (September 1939-April 1944), narrato da Laurence Olivier, Harris discusse a lungo la strategia che egli aveva adottato come comandante in capo del Bomber Command.